# Риоца
Риоца (серб. Риоца / Rioca) — село в общине Билеча Республики Сербской Боснии и Герцеговины. Население составляет 22 человека по переписи 2013 года.